# Pietro del Donzello

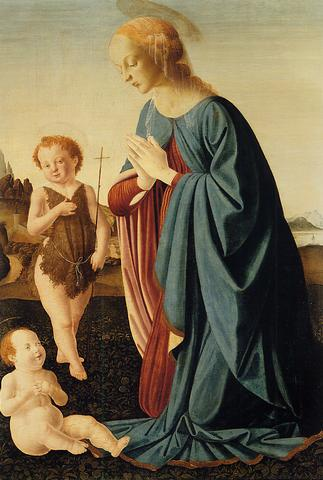
Vierge adorant l'Enfant et Saint Jean, 1500.

Pietro del Donzello (Florence, 1452, Florence, 24 février 1509), est  un architecte et un peintre italien qui fut actif au XVe siècle.

## Biographie
Pietro del Donzello, fils de Donzello della Signoria (un messager du gouvernement florentin) et frère de Ippolito del Donzello, a étudié la peinture auprès de Giusto d'Andrea.
En 1488, avec son frère Ippolito, il suit à Naples  Giuliano da Maiano et participe à partir de 1487 à la décoration à fresque de la Villa de Poggioreale et probablement, après la mort de Giuliano, à l'achèvement des travaux avec son frère.
En tant qu'architecte, il  participe (avec son frère également) à la construction du  palais Caraccioli, Carbonara, Naples.
De retour à Florence il réalise les modèles pour les fresques à réaliser entre 1503 et 1507 (conservées aujourd'hui au Musée dell'Opera del Duomo), des peintures pour la Basilique Santo Spirito ainsi que pour l'hôpital San Matteo (Académie du dessin de Florence).
Le Cleveland Museum of Art conserve quelques œuvres de l'artiste.

## Œuvres
- Fresque (1487), (avec son frère Ippolito), Villa di Poggioreale.
- Peintures, Basilique Santo Spirito,
- Peintures (1506), hôpital San Matteo (Académie du dessin de Florence).
- Annonciation (in situ), chapelle Frescobaldi, basilique Santo Spirito.
- Vierge, saint Jean enfant et un ange adorant l'Enfant,
- Jésus-Christ crucifié au-milieu des deux larrons, musée de Naples.
- Saint Martin à cheval donnant la moitié de sa tunique à Satan qui lui apparaît sous les traits d'un mendiant, musée de Naples
- Crucifixion,

## Sources
- (it) Cet article est partiellement ou en totalité issu de l’article de Wikipédia en italien intitulé « Pietro del Donzello » (voir la liste des auteurs).